# Лебедев, Виктор Николаевич (генерал-майор)
Ви́ктор Никола́евич Ле́бедев (1883—1952) — герой Первой мировой войны, участник Белого движения, генерал-майор.

## Биография
Окончил 1-й кадетский корпус и Павловское военное училище (1904), откуда выпущен был подпоручиком в лейб-гвардии Московский полк. На 1 января 1910 года — поручик того же полка. Вышел в запас гвардейской пехоты в чине штабс-капитана.
С началом Первой мировой войны был призван из запаса и назначен в 16-й стрелковый полк. Высочайшим приказом от 10 декабря 1915 года капитан Лебедев был пожалован Георгиевским оружием
За то, что в боях с австро-германцами, с 7 по 21 мая 1915 г. в районе дер. Липки, командуя батальоном и, занимая важный боевой участок, успешно в течение 15 дней отражал настойчивые, повторные атаки противника; перейдя в контр-атаку, отбросил германцев, чем обеспечил отход дивизии на вторую позицию. При контр-атаке взял в плен 2 офицера и 79 нижних чинов.
Высочайшим приказом от 12 января 1917 года подполковник Лебедев был удостоен ордена Святого Георгия 4-й степени
За то, что, состоя в названном полку по призыву из запаса гвардейской пехоты в чине штабс-капитана, в бою у м. Чарторийск 5-го октября 1915 года и будучи начальником передового отряда 6-й роты названного полка, получив задачу прорвать укрепленную позицию германцев у м. Чарторийск и овладеть Чарторийском, блестяще выполнил эту задачу: пользуясь предрассветной темнотой, провел свой отряд по считавшемуся непроходимым болоту и, невзирая на сильный ружейный и пулеметный огонь, без выстрела, смелым штыковым ударом овладел окопами германцев, взял в плен около 300 нижних чинов с офицерами 1-го гренадерского кронпринца Фридриха полка, 2 пулемета и 2 орудия. После этого привел свой отряд в порядок и, не давая противнику опомниться, умелым маневром, с угрозою тылу германцев, энергично атаковал м. Чарторийск, несмотря на упорное сопротивление, овладел им и преследовал затем противника за пределы этого местечка; при чем захватил еще одно орудие и взял в плен более 100 нижних чинов с офицерами того же гренадерского полка. Всего взято в плен 12 офицеров, 1 врач, 418 нижних чинов и захвачено 2 пулемета и 3 орудия.
В 1917 году был произведен в полковники и назначен командиром 16-го стрелкового полка. В Гражданскую войну участвовал в Белом движении. С 27 июня 1919 года был зачислен в Северо-Западную армию. Был командиром бригады, в декабре 1919 — помощник начальника 6-й пехотной дивизии. Затем — в Русской армии, в феврале—марте 1921 года — помощник начальника 2-й стрелковой дивизии 3-й армии в Польше. Был произведен в генерал-майоры.
В эмиграции в Германии. До 1945 года жил с семьей в Данциге. Скончался в 1952 году в Дюссельдорфе.